# Najas wrightiana
Najas wrightiana, vrsta vodene biljke iz roda podvodnica, porodica žabogrizovke, autohtone u nekim srednjoameričkim državama (Meksiko, Belize, Honduras, Gvatemala), Kubi, Bahamima i Venezueli, a udomaćila se i i floridskim močvarama.
Staništa su joj močvare, jezera, ribnjaci i spori vodeni tokovi. Stabljika uspravna i razgranata: Cvate od kasnog proljeća do jeseni